# Долинское (Измаильский район)
Долинское (укр. Долинське, рум. Anadol, болг. Анадолка) — село в Ренийской городской общине Измаильского района Одесской области Украины.
Население по переписи 2001 года составляло 2705 человек. Почтовый индекс — 68810. Телефонный код — 4840. Занимает площадь 2,94 км². Код КОАТУУ — 5124180501.
Расположено на границе Украины с Молдавией и Румынией.

## История
В 1945 г. Указом ПВС УССР село Анадол переименовано в Долинское.